# Pozzilli
Pozzilli ist eine italienische Gemeinde (comune) mit 2172 Einwohnern (Stand 31. Dezember 2023) in der Provinz Isernia in der Region Molise. Die Gemeinde liegt etwa 16 Kilometer südwestlich von Isernia und grenzt unmittelbar an die Provinzen Frosinone und Caserta. Die südöstliche Gemeindegrenze bildet der Volturno.

## Geschichte
In der Nähe der Ortschaft Camerelle findet sich eine samnitische Nekropole. Aus der römischen Antike ist ein Teil des Augustus-Aquädukts erhalten.
Bis 1810 war Pozzilli Teil der Nachbargemeinde Venafro.

## Wirtschaft und Verkehr
Neuromedizinische Forschungsbetriebe haben sich im Gemeindegebiet angesiedelt, nachdem seit 1991 hier eines der wichtigsten Forschungszentren Italiens in diesem Bereich errichtet wurde. Durch die Gemeinde führt ein Abzweig der SR 6, die Strada Statale 6 Diramazione Via Casilina, die sich mit der Strada Statale 85 Venafrana verbindet.